# 학생독립운동 기념일
학생독립운동 기념일(學生獨立運動 記念日) 또는 학생의 날은 1929년 11월 3일, 일제강점기 조선 광주에서 일어난 광주 학생 항일 운동을 기념하는 대한민국의 기념일이다. 학생들의 독립 운동 정신을 계승, 발전시켜 애국심을 드높이기 위하여 매년 11월 3일 각종 기념 행사를 거행한다. 이 날은 젊은 학생들이 나라와 민족을 위하여 해야 할 바를 마음에 되새기며 굳게 다짐하는 날이다.
1953년 10월 국회의 의결을 거쳐 학생의 날이라는 이름으로 정부기념일이 되었다가, 1973년 3월 30일 각종 기념일을 통폐합할 목적으로 제정된 《각종 기념일 등에 관한 규정》에 따라 폐지되었다. 그러나 1982년 9월 14일 '학생독립운동 기념일 제정에 관한 건의안'이 국회에 상정되는 등 부활 운동이 일었고, 1984년에 부활하였으며, 2006년에 '학생독립운동 기념일'으로 명칭이 변경되었다.

## 같이 보기
- 한국의 독립운동
- 광주 학생 항일 운동